# Gerhard Meyer (Bischof)
Gerhard Meyer (* 1949 in Neukirchen, Hessen) ist ein deutscher Geistlicher. Er ist Bischof der deutschen Diözese der aus dem Anglikanismus stammenden Reformierten Episkopalkirche.

## Leben
Gerhard Meyer wurde 1949 in Neukirchen geboren. Mit 17 Jahren ging er auf die Polizeifachschule in Kassel und war danach Polizist in Frankfurt am Main. Während der Studierendenbewegung der 1960er Jahre nahm er u. a. Daniel Cohn-Bendit fest. Nach seinem Polizeidienst studierte Meyer von 1970 bis 1973 an der Bibelschule Brake. Meyer heiratete 1973 und hat mit seiner Frau Grace Anne Brodish vier Töchter.
Anfang der 1990er Jahre studierte Meyer erneut, so von 1991 bis 1994 am Theologischen Seminar Marburg und 1989/90 sowie 1995/96 am Philadelphia Theological Seminary. 1990 wurde er in Pipersville, Philadelphia, zum Diakon ordiniert und erhielt in London 1993 seine Priesterweihe.
Am 22. Oktober 2006 wurde Meyer in Schwarzenborn durch Leonard W. Riches, Presiding Bishop der Reformierten Episkopalkirche, sowie Kenneth J. W. Powell, Presiding Bishop der Free Church of England, und Royal U. Grote, Bischof von Mid-America, Missionsbischof und Meyers direkter Vorgesetzter, zum Bischof geweiht. Meyer wurde auf der Synode der Reformierten Episkopalkirche in Deutschland am 27. Mai 2006 in Euskirchen zum Koadjutorbischof des Missions-Bistums Deutschland gewählt. Er unterstützt Bischof Grote bei seiner Arbeit als Missionsbischof der Anglican Church in North America und ist verantwortlich für die Missionsgemeinden in Deutschland, Kroatien und Schweden.